# 重松義成
重松 義成（しげまつ　よしなり、1951年2月8日 - ）は福岡県福岡市出身の日本の柔道家。階級は中量級(80kg級)及び86kg級。得意技は大外刈。

## 経歴
柔道は中学の時に父親と叔父の影響で始めた。
父親が師範を務めていた福岡大学附属大濠高校に進学すると、3年の時には金鷲旗で優勝を飾った。
インターハイ団体戦では3位だった。
。
明治大学に進むと、1970年に初開催となった全日本ジュニア中量級に出場するが、決勝で天理大学の藤猪省太に敗れた
選抜体重別では3位となった。
1971年の全日本学生柔道優勝大会では岩田久和、上村春樹らとともにチームの優勝に貢献した。
選抜体重別では決勝で警視庁の関根忍に敗れた。
続く世界選手権では、決勝で藤猪に優勢負けして2位にとどまった。
卒業後は博報堂所属となった。
1974年の全日本柔道選手権大会では準決勝で福岡県警の二宮和弘に敗れるも3位入賞を果たした。
1976年には初開催となった講道館杯86kg級で優勝した。

## 主な戦績
- 1968年 -　金鷲旗　優勝
- 1968年 -　インターハイ　団体戦　3位
- 1970年 -　全日本学生柔道優勝大会　2位
- 1970年 -　選抜体重別　中量級　3位
- 1970年 -　全日本ジュニア　2位
- 1971年 -　全日本学生柔道優勝大会　優勝
- 1971年 -　世界選手権　中量級　2位
- 1974年 -　全日本柔道選手権大会　3位
- 1976年 -　講道館杯　86kg級　優勝